# Generalgouvernement Lublin

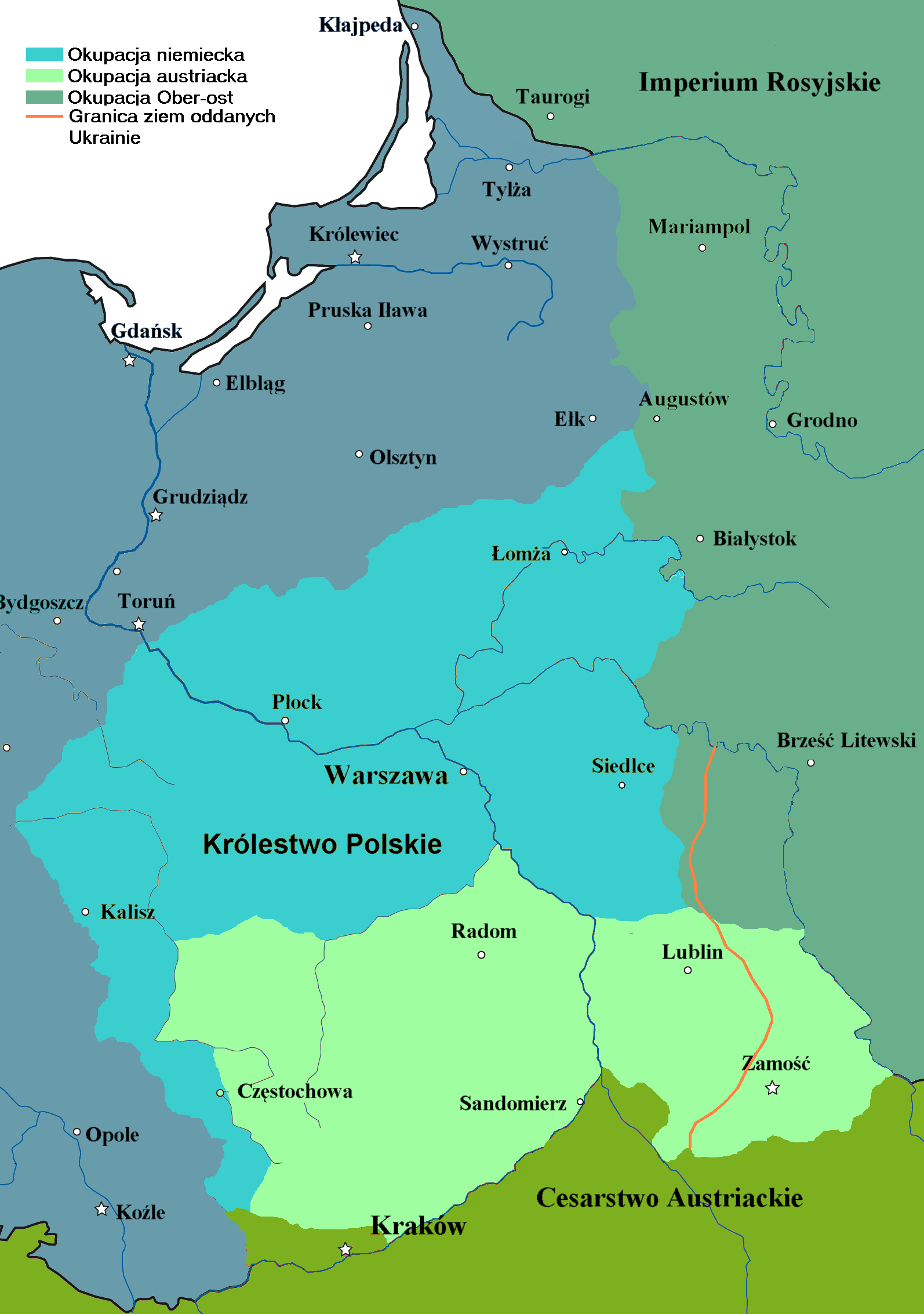
Das Generalgouvernement Lublin (hellgrün) im bisherigen russischen Teil Polens

Das Generalgouvernement Lublin war ein während des Ersten Weltkrieges durch die Mittelmächte erobertes Gebiet des Russischen Reiches, welches unter dem Oberbefehl österreich-ungarischer Generalgouverneure mit Sitz in Lublin verwaltet wurde.

## Geschichte
Am 25. August 1915 bildete die k.u.k. Armee das Generalgouvernement Kielce, welches ab 1. Oktober 1915 den Namen Generalgouvernement Lublin trug. Es umfasste die südlichen Teile des russischen Polens. Am 10. Oktober 1916 forderte der deutsche Reichskanzler Theobald von Bethmann Hollweg die Räumung des österreichischen Generalgouvernements Lublin und die Schaffung einer gemeinsamen Verwaltung mit dem deutschen Generalgouvernement Warschau. Dies wurde jedoch vom österreich-ungarischen Außenminister Stephan Burián von Rajecz abgelehnt. Am 18. Oktober 1916 einigte man sich auf eine einheitliche Gesetzgebung und Verwaltung der Generalgouvernements Warschau und Lublin. Infolge der Proklamation des Königreich Polens am 5. November 1916 war die schrittweise Übergabe der Verwaltung an Polen vorgesehen. Auf Grund von unterschiedlichen Vorstellungen von deutscher und österreich-ungarischer Seite bezüglich der künftigen Rolle Polens sowie polnischer Unabhängigkeitsbestrebungen geriet der Aufbau polnischer Staatsorgane jedoch mehrfach ins Stocken. Erst im Sommer 1917 wurden erste Teile der Justiz sowie das Unterrichtswesen aus der direkten Leitung der Besatzungsverwaltung entlassen. Auch weiterhin fanden Eingriffe seitens des Generalgouverneurs statt.

## Liste der Generalgouverneure von Lublin
- Generalmajor Erich Freiherr von Diller (1. Oktober 1915 – 20. April 1916)
- Feldzeugmeister Karl Kuk (1. Mai 1916 – 23. April 1917)
- Generalmajor Graf Stanisław Szeptycki (April 1917 – 28. Februar 1918)
- General der Infanterie Anton Lipošćak (ab 1. März 1918)